# Palvínovská alej ke statku
Palvínovská alej ke statku je skupina 14 památných stromů ve vsi Palvínov podél cesty k zámku. Lípy velkolisté (Tilia platyphyllos Scop.) rostou v nadmořské výšce 645 m jako stromořadí, jejich stáří je odhadováno na 200 let, obvody kmenů 160 do 433 cm. Lípy jsou ořezány na hlavu se sekundární korunou . Stromy jsou chráněny od 16. června 2006 pro svůj přírodní a kulturní význam, vycházející ze společenských tradic.

## Památné stromy v okolí
- Lípa ve Vatětické aleji
- Palvínovská lípa
- Skupina dubů ve Sloním údolí
- Skupina dubů zimních
- Skupina stromů v zámeckém parku
- Vatětická lípa
- Vatětický jasan
- Vatětický javor
- Vatěticko-mouřenecká alej
- Zámecký klen

## Galerie

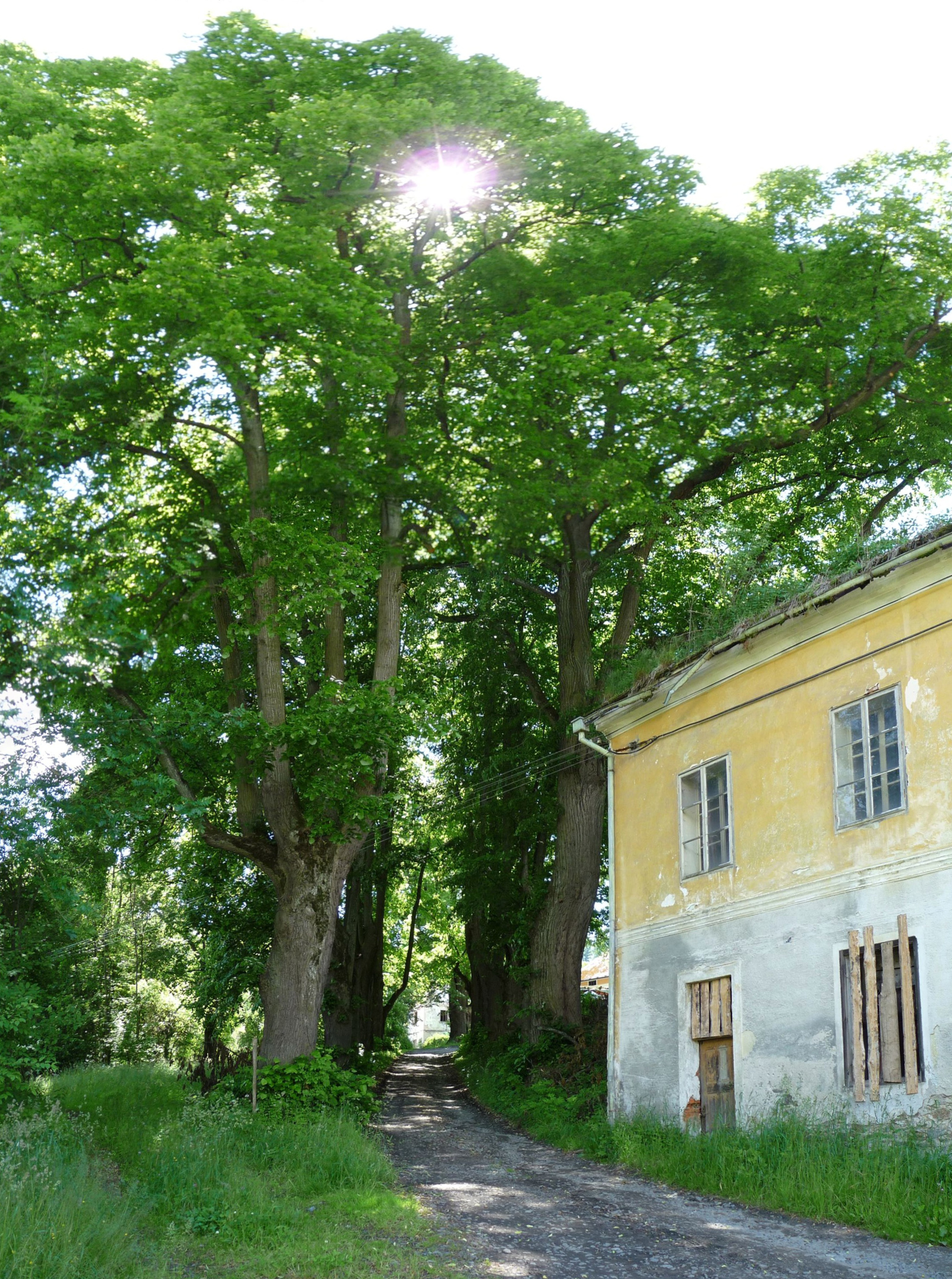
Pohled od zámku
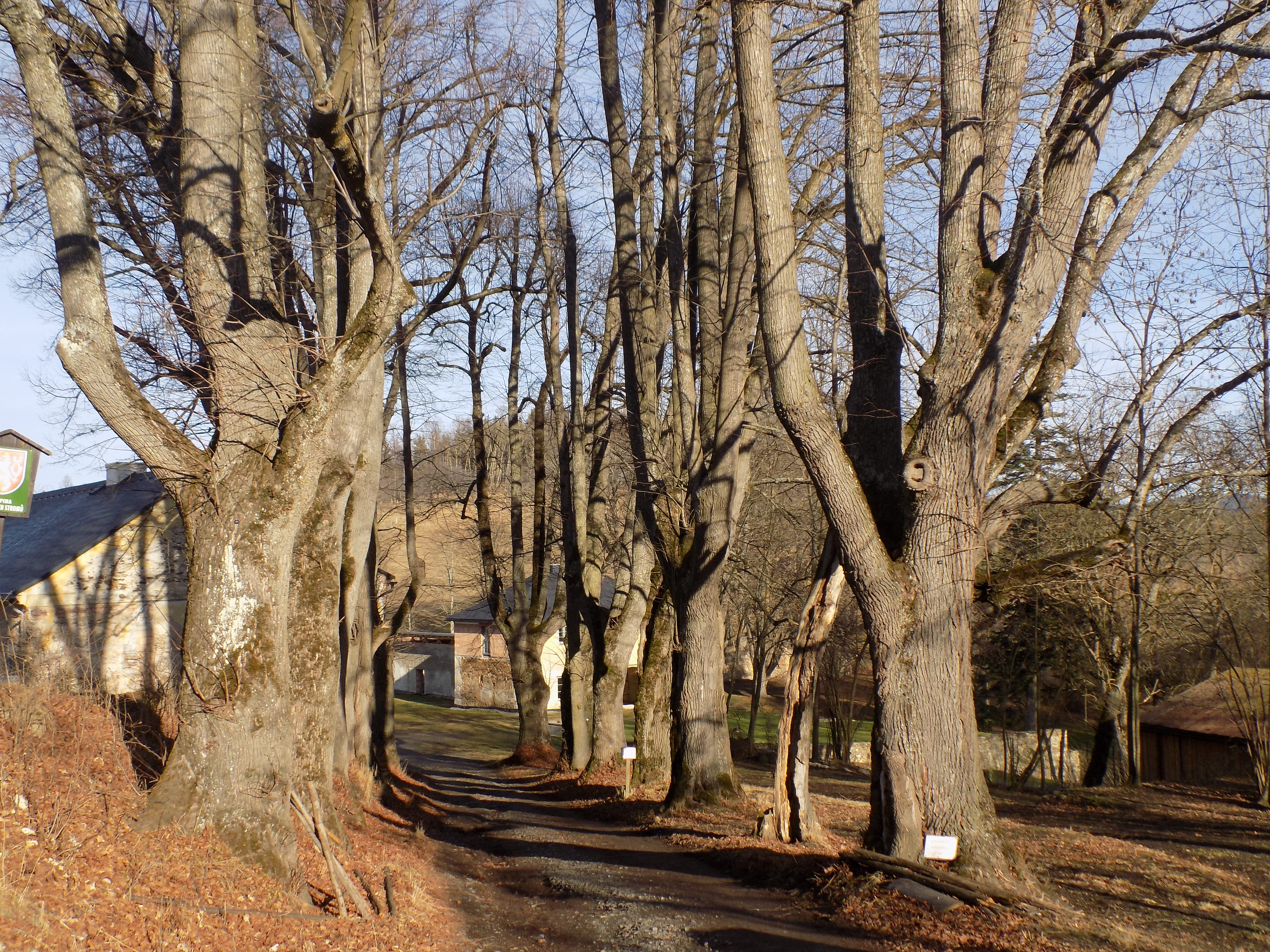
Pohled k zámku
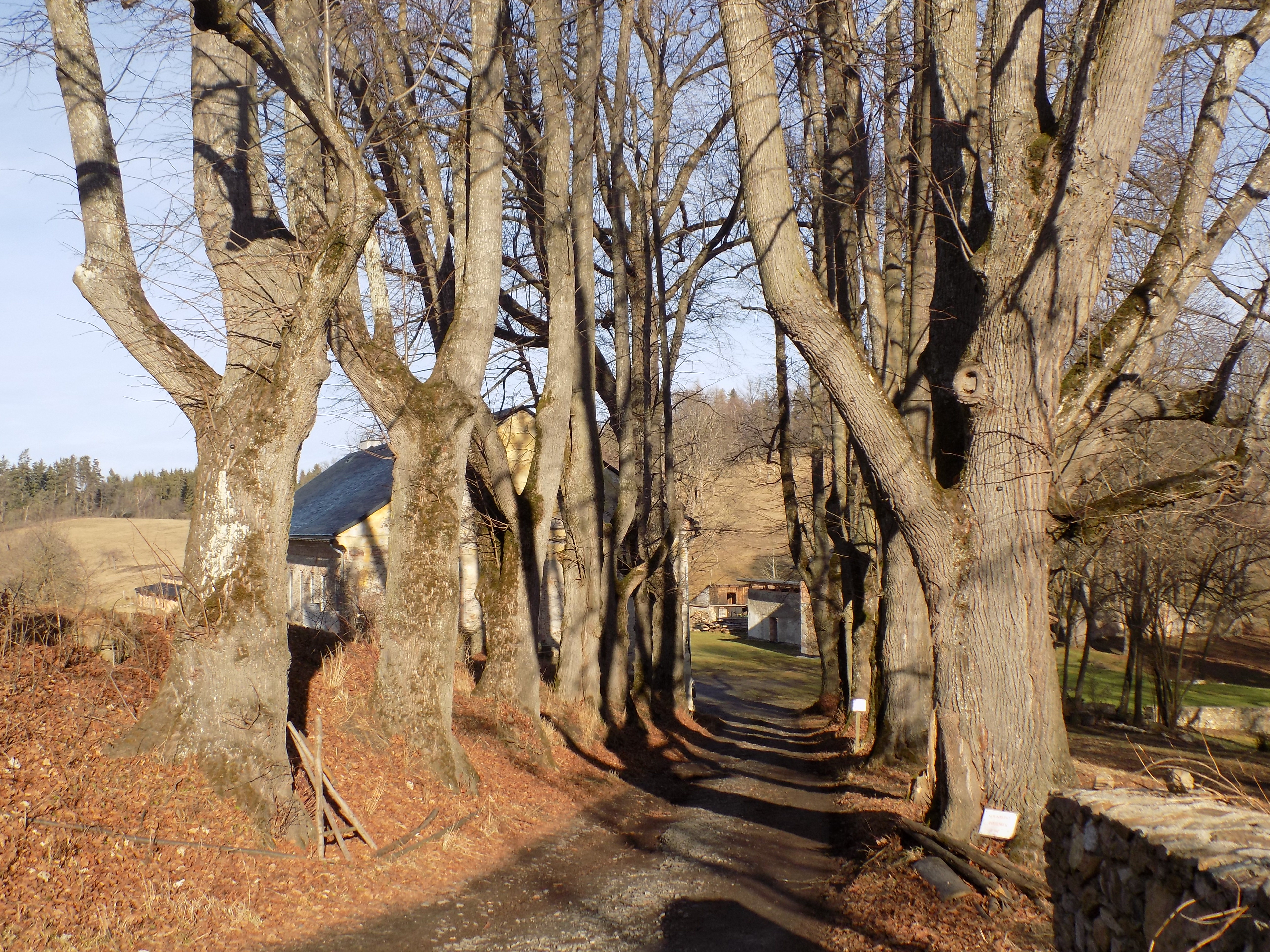
Pohled k zámku